# Infoterm
L'Infoterm ("Centro di informazione internazionale sulla terminologia") è un'associazione fondata nel 1971 dall'UNESCO, con sede a Vienna, il cui scopo è sostenere e coordinare la collaborazione internazionale nel campo della terminologia. L'associazione ammette come membri istituzioni internazionali, nazionali e regionali, nonché altre associazioni e organizzazioni non profit attive nel campo della terminologia.

## Storia
Il primo centro studi sulla terminologia nacque sul finire del 1930 a Wieselburg, in Austria, ad opera dell'interlinguista Eugen Wüster, esperantista e fondatore della teoria generale della terminologia.
Su commissione dell'Österreichisches Normungsinstitut, Wüster ricoprì a partire dal 1951 la carica di segretario dello standard ISO/TC 37 - Terminologia (principi e coordinamento).
Nel 1971 da un accordo fra l'Österreichisches Normungsinstitut e l'UNESCO nacque l'Infoterm, che alla morte di Wüster ne ereditò i materiali di studio, oggi facenti parte dell'Archivio Eugen Wüster dell'Università di Vienna.